# Nogaus unicolor
Nogaus unicolor is een eenoogkreeftjessoort uit de familie van de Pandaridae. De wetenschappelijke naam van de soort is voor het eerst geldig gepubliceerd in 1883 door Hesse.